# Linn Spross
Linn Anna Elisabet Spross, född 9 november 1989 i Danmarks församling utanför Uppsala, är en svensk författare och ekonomhistoriker.

## Utmärkelser
- 2021 – Anna Sjöstedts resestipendium[2]